# アロウズ
アロウズ・グランプリ（Arrows Grand Prix International）は、かつてF1に出走していたチームおよびコンストラクター。チーム名の由来は、チーム設立にかかわった、フランコ・アンブロジオ(A)、アラン・リース(R)、ジャッキー・オリバー(O)、デイブ・ウォス(W)、トニー・サウスゲート(S)の頭文字をとったものである。日本企業が支援した時期は「フットワーク」の名でも知られた。
25シーズン382戦にわたり参戦したものの優勝を一度も経験できず、未勝利コンストラクターでは最多出走の記録を持っている。

## 歴史

### チーム設立
1977年の末に、シャドウチームからリース・オリバー・ウォス・サウスゲートが独立する形でチームが設立された。ドライバーは新鋭のリカルド・パトレーゼをシャドウから引き抜いた。ロータスからグンナー・ニルソンも移籍してきたが、精巣癌のため参戦を断念、ロルフ・シュトメレンと交代した。また、デビューイヤーを戦うマシンとして「FA1」を製作したが、これはシャドウの「DN9」と酷似していたことから、コピーではないかとのクレームが出された。結局、アロウズはこの訴訟に敗北し、1978年シーズンの終盤に再設計した「A1」をデビューさせることとなる。

### 中堅チーム
1978年のスウェーデンGPや1980年のアメリカ西GPで2位入賞、1981年のアメリカ西GPではポールポジションを獲得するなど、パトレーゼが時折印象に残る成績を残すこともあったが、コンストラクターズランキングでは中位から下位といったポジションがほとんどであった。
またこのアメリカ西GPでのポールポジションはチームで唯一の記録となった。

### 最盛期

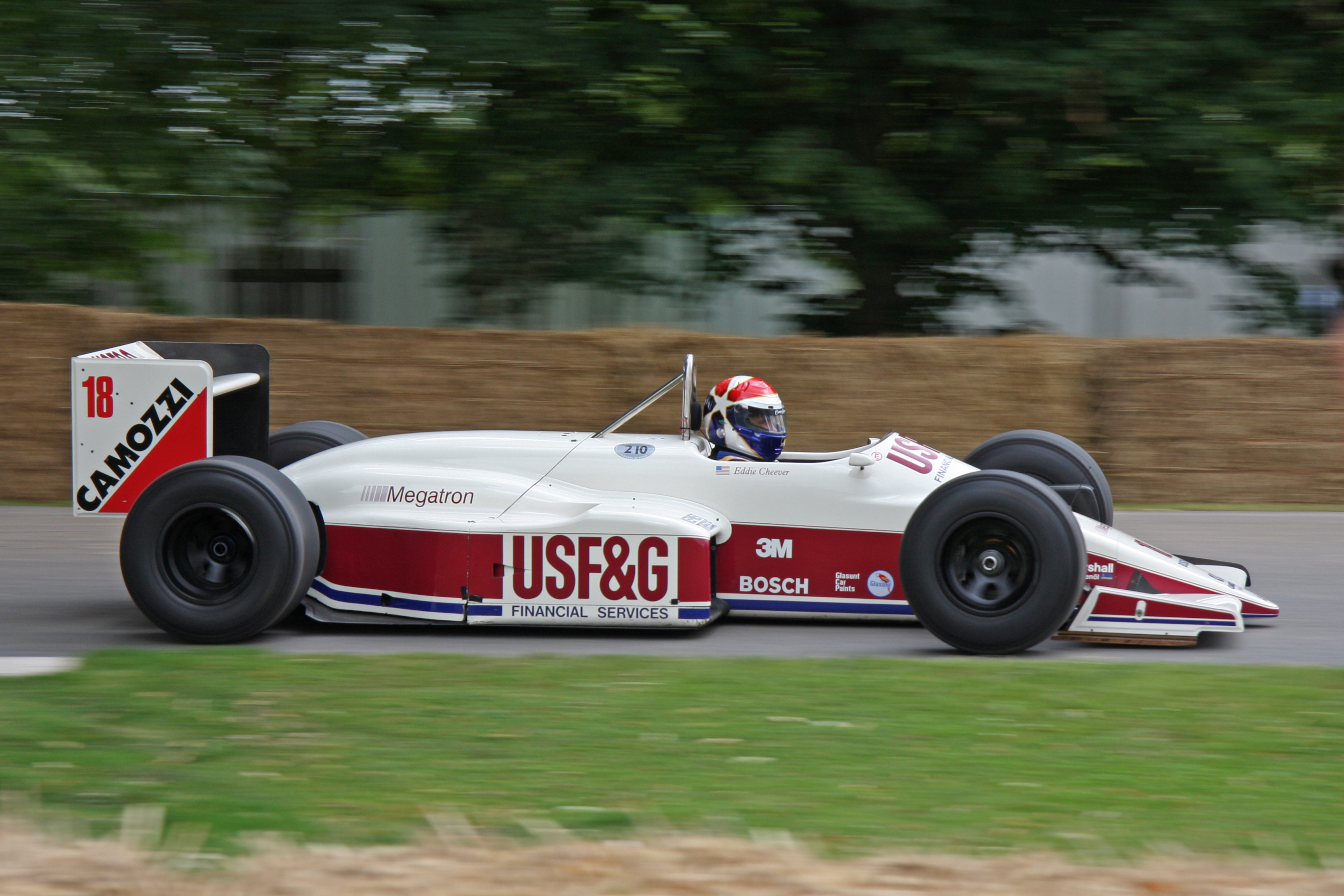
2008年グッド・ウッド・フェスティバルでエディー・チーバーがドライブするA10B

その後、1980年代中盤にアメリカの損害保険会社のUSF&Gがメインスポンサーにつき、財政状況が向上した。
この様な状況の変化を受けたアロウズがコンストラクターズランキングで最も上位になったのは、メガトロンエンジン（BMWの市販バージョン）を搭載した1987年シーズンからであった。特に1988年にはデレック・ワーウィックとエディー・チーバーの元ルノーのセカンドドライバーコンビが活躍し、イタリアGPではチーバーが3位表彰台を獲得、ワーウィックは表彰台こそ無かったものの、4位入賞の他、数回入賞した。最終的な順位は4位であったが、実はシーズン最終戦を終えた時点では6位となっていた。
しかし、ベルギーGPでベネトンの燃料規定違反による失格裁定が確定すると、このレースで7、8位フィニッシュしていたアロウズが繰上げで5、6位となり、この3ポイントがきいて、同点で並んでいたウィリアムズや2点先行していたマーチをかわし、ロータスと並ぶコンストラクターズ4位に躍進することとなった(当時は現在と異なり、ポイント圏外の成績までを考慮した順位ではなかった)。
ターボエンジンが禁止された翌1989年は、コスワースの市販エンジンを搭載し勢いは落ちたもののマシンバランスはよく、地元アメリカではチーバーが3位表彰台を獲得。ワーウィックはこの年も表彰台獲得こそなかったものの、5位・6位入賞数回とところどころで光る走りを見せた。

### フットワーク時代
1990年に日本の運送会社のフットワークがメインスポンサーとなり、後にフットワークがチームを買収した。翌年の1991年からは、チームとして、1992年からはコンストラクターとしても「フットワーク」を名乗った。
1991年、かつてマクラーレンと組んでチャンピオンを獲得したポルシェに製作させたV12エンジンを使用してシーズンをスタートした。ポルシェとの独占契約は、競合したレイトンハウスやオニクスとの獲得合戦を経ての待望の搭載だったが、このV12エンジンはマクラーレン時代のTAG V6エンジンを、ターボを外して単純に2つ並べてつなげた程度の代物で、当初チームに知らされていた寸法と実際に届けられたエンジンの寸法が異なるという前代未聞の駄作であった。さらに他のエンジンに比べて大きく重い上、信頼性に欠け、シーズン途中で前年まで使用していたコスワースDFRV8エンジンに換装するというドタバタを演じた。なお、チームはポルシェと1993年までの4年契約(1990年は開発のみ)を結んでおり、1年あたり日本円で約45億円の巨額の使用料をポルシェに払っていたが、余りの「欠陥品」ぶりに契約を破棄せざるを得なかった。当然この年の成績は振るわず、F1参戦以来初（結果的には25年間で唯一）となる年間ノーポイントに終わった。9月には早々に翌年への仕切り直しをするべくラルースから鈴木亜久里が移籍加入することが正式発表され、日本GP開催期間の10月18日にはポルシェ社との契約破棄と無限ホンダエンジンとの契約締結が正式発表された。
1992年、ニューマシンFA13に無限MF351HV10エンジンを搭載し心機一転、鈴木亜久里とエースドライバーのミケーレ・アルボレートで臨んだ。アルボレートは前年より良いマシンで復調を見せ、リタイアわずか2回という堅実な走りでチームを引っ張った。7位が6回とすんでのところでポイント獲得を逃すことが多かったものの、同年のF1で最多完走・最長距離走破ドライバーとなった。対照的に、亜久里は駆動系などにトラブルを多く抱え、モノコック形状が長身の亜久里に合わないなどの問題があり、入賞することが出来なかった。但し、当時はまだHパターンのギヤボックスが主流であった中、シーケンシャルタイプのギヤボックスを開発するなど、FA13は技術的な進歩も見られた。
1993年にはシーズン途中でマクラーレンからアクティブ・サスなどのハイテク装置を購入すると、それまでと比べ予選順位が両ドライバー(3年ぶりF1復帰のワーウィックと残留した亜久里)とも10ポジション程度アップした。弱点であったハンドリング不良が消えて戦闘力は大幅に増したが、レースではギアボックスにトラブルが続出してなかなか結果に結びつかなかった。
そしてシーズン終了後、親会社のフットワークが業績悪化からチームを手放さざるをえなくなり、ジャッキー・オリバーが再びチームオーナーとなった。

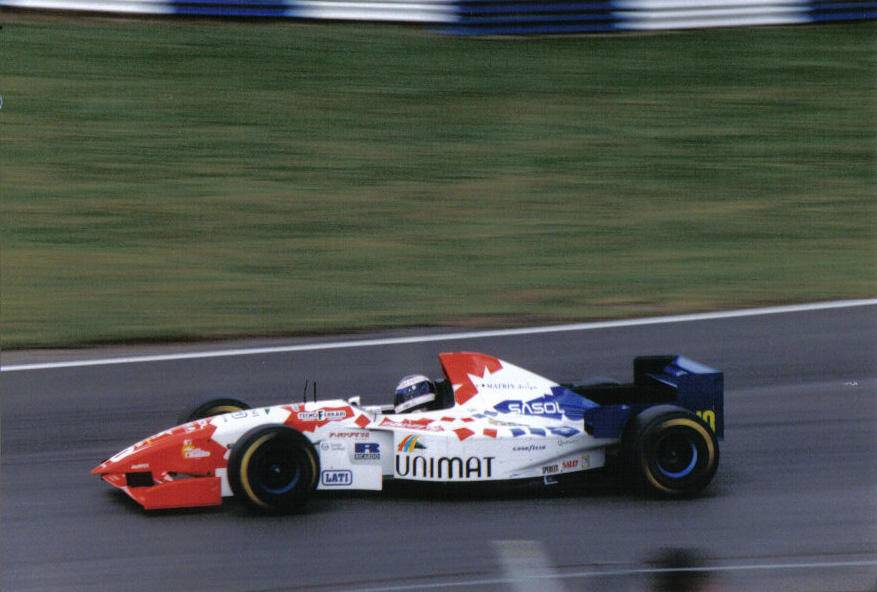
井上隆智穂がドライブするFA16（1995年）

以降チーム名は以前のアロウズを名乗ったが、コンストラクターとしては1996年までフットワークと名乗り続けることになる。1994年にはジャンニ・モルビデリとクリスチャン・フィッティパルディを、1995年にはモルビデリ（途中数戦はマッシミリアーノ・パピス）と井上隆智穂を起用したが、この頃には予算不足でマシンの信頼性、戦闘力も上がらないうえ、テストもまともに行えないなど低迷期を迎えることとなる。

### TWR時代
1996年3月、ベネトンやリジェを率いていたトム・ウォーキンショーがチーム買収に成功。チーム運営もスポーツカーレースで数々の好成績を収めていた「トム・ウォーキンショー・レーシング(TWR)」が行うこととなり、コンストラクターズ名称もアロウズに戻った。

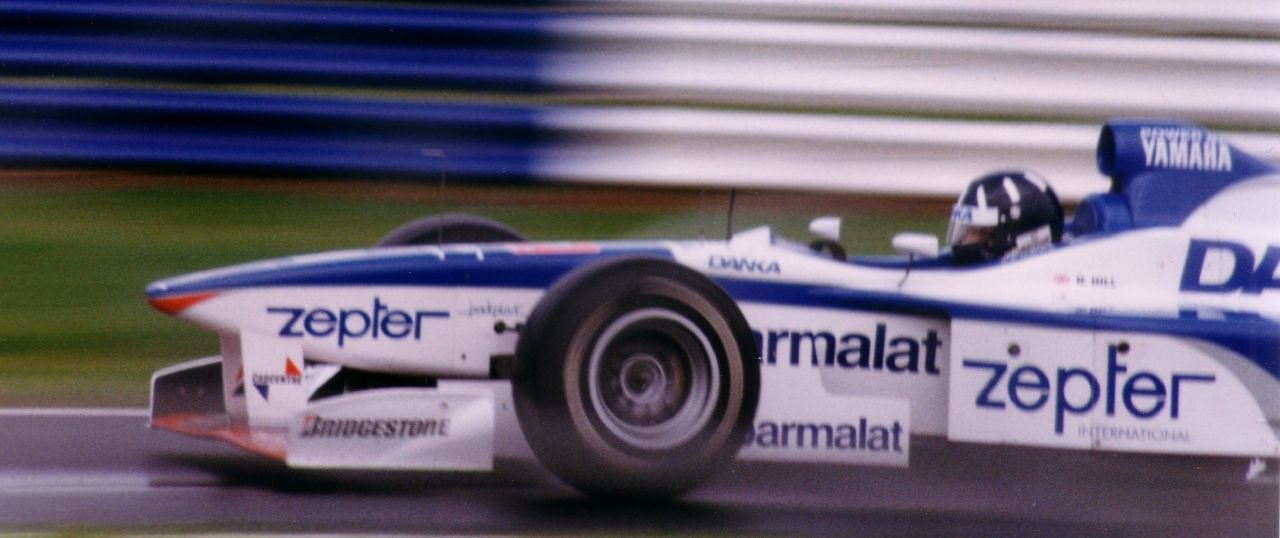
デイモン・ヒルがドライブするA18（1997年）

1997年には、著名デザイナーのジョン・バーナードと、前年にウィリアムズでチャンピオンになったデイモン・ヒルを獲得し、A18はカーナンバー"1"を纏った。エンジンはヤマハ、タイヤはブリヂストンと奇しくも日本関連の陣容となった。開幕当初はヒルをもってしても苦戦が続いていたが、ハンガリーGPで快走を見せ、ファイナルラップ途中でマシントラブルによりジャック・ヴィルヌーヴに抜かれるまではトップを独走していた（最終的には2位でフィニッシュ）。
しかし、TWR傘下のハートとの軋轢からヤマハが撤退し、ヒルも1年限りで移籍。バーナードの意欲作A19も成功しなかった。1999年はナイジェリアのマリク王子と投資銀行モルガン・グレンフェルが経営参加し、「t-minus（ティーマイナス）」という謎のブランドを提唱。日本人ドライバーの高木虎之介が加入したが、予選ではバックマーカーが定位置となりチームとしてわずか1ポイントの獲得に終わる。
2000年はOrangeのメインスポンサーを獲得し、スーパーテックエンジンを搭載。直線スピードの速いA21で意外な好走を見せた。
2001年にはプジョー改めアジアテックエンジンの無償供給を受けるものの、成績は低迷。わずか1ポイントの獲得に終わる。

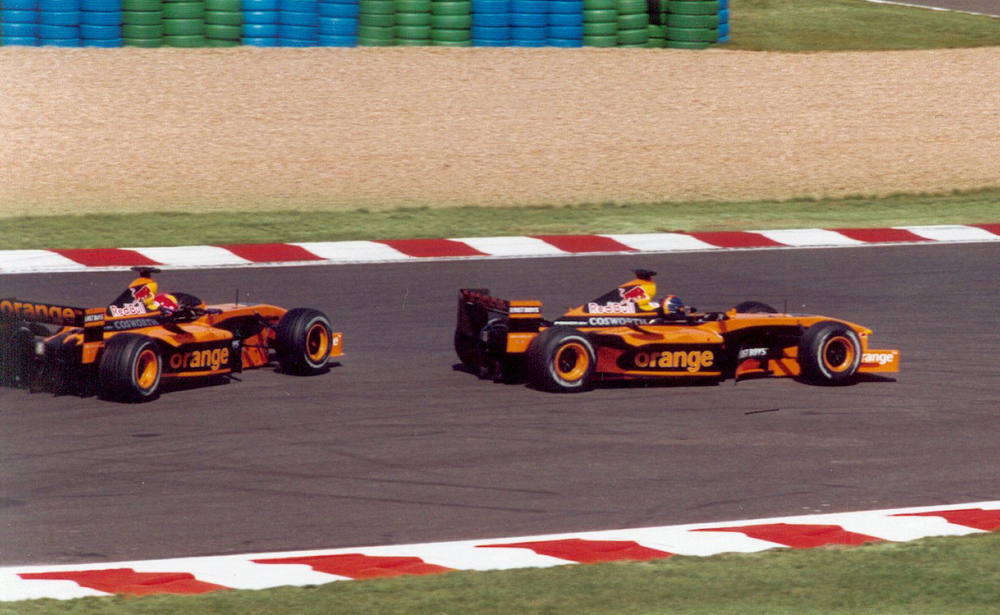
2002年フランスグランプリ予選

2002年はフォード・コスワース・CRエンジンのカスタマー供給を受け、さらにはニューマシンA23の出来が良く、新加入のハインツ＝ハラルド・フレンツェンがしばしば好走を見せたが、資金難は悪化する一方でモナコGPでは撤退の話が出た。当時ウォーキンショー代表は明確に撤退を否定したが、イギリスGPで再度撤退するのではないかとの噂が流れた。次戦のフランスGPでは両ドライバー共に予選アタックを全開で行うことなく「予定通り」に予選不通過となる。結局、ドイツGPを最後に一時休止の決断をするが、その後復活を果たすことなく、足掛け25シーズンにわたるアロウズのF1参戦は一度も優勝を味わうことのないまま終止符を打った。参戦数382戦は今もなお続く未勝利コンストラクターでは最多出走記録である。

### その後
TWRの倒産後、アロウズの工場はアメリカのメナード・エンジニアリングが購入し運営を行っており、2006年から2008年にかけてF1に参戦していたスーパーアグリF1チームが、同工場を活動拠点として使用していた（メナードからのリース）。他にもスーパーアグリは、初年度のマシンとなる「SA05」「SA06」に2002年にアロウズが使用した「A23」のモノコックを流用していたほか、スタッフも旧アロウズに所属していた人間が多数を占めるなど（オーナーの鈴木亜久里も元アロウズのドライバーである）、アロウズと密接な関係を持っていた。スーパーアグリ撤退後はケータハムが利用したが、同チームもやはり最終的に破産へと追い込まれており、関係者の間では「呪われたファクトリー」と呼ばれるようになり、2020年時点、放棄されて空き家のままとなっている。2023年、工場のあったリーフィールド・テクニカルセンターは取り壊しと再開発がされる予定。

## 変遷表
| 年     | エントリー名                                 | 車体型番   | タイヤ | エンジン                    | 燃料・オイル                  | ドライバー                                                                              | ランキング | 優勝数 |
| ------ | -------------------------------------------- | ---------- | ------ | --------------------------- | ----------------------------- | --------------------------------------------------------------------------------------- | ---------- | ------ |
| 1978年 | アロウズ・レーシング・チーム                 | FA1,A1     | G      | フォードDFV                 | フィナ                        | リカルド・パトレーゼ ロルフ・シュトメレン                                               | 9          | 0      |
| 1979年 | ウォルスタイナ・アロウズ・レーシング・チーム | A1B,A2     | G      | フォードDFV                 | バルボリン                    | リカルド・パトレーゼ ヨッヘン・マス                                                     | 9          | 0      |
| 1980年 | ウォルスタイナ・アロウズ・レーシング・チーム | A3         | G      | フォードDFV                 | バルボリン                    | リカルド・パトレーゼ ヨッヘン・マス マイク・サックウェル マンフレッド・ヴィンケルホック | 7          | 0      |
| 1981年 | ラグノ・アロウズ・ベータ・レーシング・チーム | A3         | M P    | フォードDFV                 | バルボリン                    | リカルド・パトレーゼ ジークフリート・ストール ジャック・ヴィルヌーヴSr.                 | 8          | 0      |
| 1982年 | アロウズ・レーシング・チーム                 | A4,A5      | P      | フォードDFV                 | エルフ                        | マウロ・バルディ ブライアン・ヘントン マルク・スレール                                  | 11         | 0      |
| 1983年 | アロウズ・レーシング・チーム                 | A6         | G      | フォードDFV                 | バルボリン                    | マルク・スレール チコ・セラ アラン・ジョーンズ ティエリー・ブーツェン                   | 10         | 0      |
| 1984年 | バークレイ・ノルディカ・アロウズ・BMW        | A6,A7      | G      | フォードDFV BMW M12/13      | ウィンターシャル バルボリン   | ティエリー・ブーツェン マルク・スレール                                                 | 9          | 0      |
| 1985年 | バークレイ・アロウズ・BMW                    | A8         | G      | BMW M12/13                  | ウィンターシャル カストロール | ゲルハルト・ベルガー ティエリー・ブーツェン                                             | 8          | 0      |
| 1986年 | バークレイ・アロウズ・BMW                    | A8,A9      | G      | BMW M12/13                  | ウィンターシャル カストロール | ティエリー・ブーツェン マルク・スレール クリスチャン・ダナー                            | 10         | 0      |
| 1987年 | USF＆G・アロウズ・メガトロン                 | A10        | G      | メガトロン(BMW)M12/13       | ウィンターシャル カストロール | デレック・ワーウィック エディ・チーバー                                                 | 7          | 0      |
| 1988年 | USF＆G・アロウズ・メガトロン                 | A10B       | G      | メガトロン(BMW)M12/13       | ウィンターシャル カストロール | デレック・ワーウィック エディ・チーバー                                                 | 5          | 0      |
| 1989年 | アロウズ・グランプリ・インターナショナル     | A10C,A11   | G      | フォードDFR                 | モービル                      | デレック・ワーウィック エディ・チーバー マーティン・ドネリー                            | 7          | 0      |
| 1990年 | フットワーク・アロウズ・レーシング           | A11,A11B   | G      | フォードDFR                 | エルフ                        | ミケーレ・アルボレート アレックス・カフィ ベルント・シュナイダー                        | 8          | 0      |
| 1991年 | フットワーク・グランプリ・インターナショナル | A11C,FA12  | G      | ポルシェ3512 フォードDFR    | シェル                        | ミケーレ・アルボレート アレックス・カフィ ステファン・ヨハンソン                        | 17         | 0      |
| 1992年 | フットワーク・無限ホンダ                     | FA13       | G      | 無限MF351H                  | BP                            | ミケーレ・アルボレート 鈴木亜久里                                                       | 7          | 0      |
| 1993年 | フットワーク・無限ホンダ                     | FA13B,FA14 | G      | 無限MF351HB                 | BP                            | デレック・ワーウィック 鈴木亜久里                                                       | 9          | 0      |
| 1994年 | フットワーク・フォード                       | FA15       | G      | フォードHB8                 | エルフ                        | クリスチャン・フィッティパルディ ジャンニ・モルビデリ                                   | 9          | 0      |
| 1995年 | フットワーク・ハート                         | FA16       | G      | ハート830                   | サソル                        | ジャンニ・モルビデリ 井上隆智穂 マッシミリアーノ・パピス                                | 8          | 0      |
| 1996年 | フットワーク・ハート                         | FA17       | G      | ハート830                   | カストロール                  | リカルド・ロセット ヨス・フェルスタッペン                                               | 9          | 0      |
| 1997年 | ダンカ・アロウズ・ヤマハ                     | A18        | B      | ヤマハOX11A                 | エルフ                        | デイモン・ヒル ペドロ・ディニス                                                         | 8          | 0      |
| 1998年 | ダンカ・ゼプタ・アロウズ                     | A19        | B      | アロウズT2-F1（ハート1030） | エルフ                        | ミカ・サロ ペドロ・ディニス                                                             | 7          | 0      |
| 1999年 | アロウズ                                     | A20        | B      | アロウズT2-F1（ハート1030） | レプソル                      | ペドロ・デ・ラ・ロサ 高木虎之介                                                         | 9          | 0      |
| 2000年 | オレンジ・アロウズ・スーパーテック           | A21        | B      | スーパーテックFB02          | レプソル                      | ヨス・フェルスタッペン ペドロ・デ・ラ・ロサ                                             | 7          | 0      |
| 2001年 | オレンジ・アロウズ・アジアテック             | A22        | B      | アジアテックAT01            | エルフ                        | ヨス・フェルスタッペン エンリケ・ベルノルディ                                           | 10         | 0      |
| 2002年 | オレンジ・アロウズ                           | A23        | B      | コスワースCR-3              | エルフ                        | エンリケ・ベルノルディ ハインツ＝ハラルド・フレンツェン                                 | 11         | 0      |

*枝がついているチームに車体を供給（括弧内に供給した車体の型番を記載）

*斜体になっているドライバーはスポット参戦など

## 主な参戦ドライバー
- リカルド・パトレーゼ (1978 - 1981)
- ティエリー・ブーツェン (1983 - 1986)
- ゲルハルト・ベルガー (1985)
- デレック・ワーウィック (1987 - 1989 , 1993)
- エディ・チーバー (1987 - 1989)
- ミケーレ・アルボレート (1990 - 1992)
- アレックス・カフィ (1990 - 1991)
- 鈴木亜久里 (1992 - 1993)
- ジャンニ・モルビデリ (1994 - 1995)
- 井上隆智穂 (1995)
- ヨス・フェルスタッペン (1996 , 2000 - 2001)
- デイモン・ヒル (1997)
- ペドロ・ディニス (1997 - 1998)
- ペドロ・デ・ラ・ロサ (1999 - 2000)
- 高木虎之介 (1999)
- エンリケ・ベルノルディ (2001 - 2002)
- ハインツ＝ハラルド・フレンツェン (2002)

## ギャラリー
- ワークス（1998年 - 1999年）

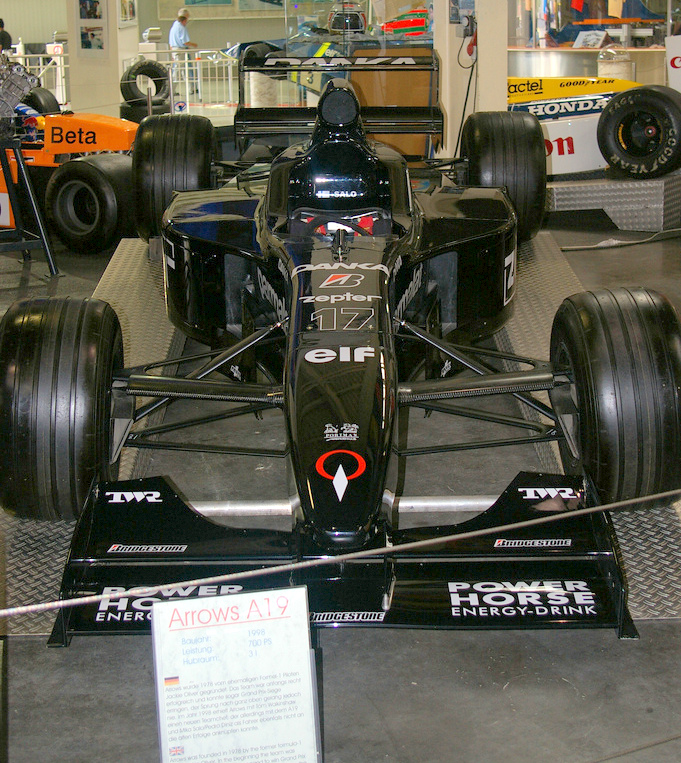
A19
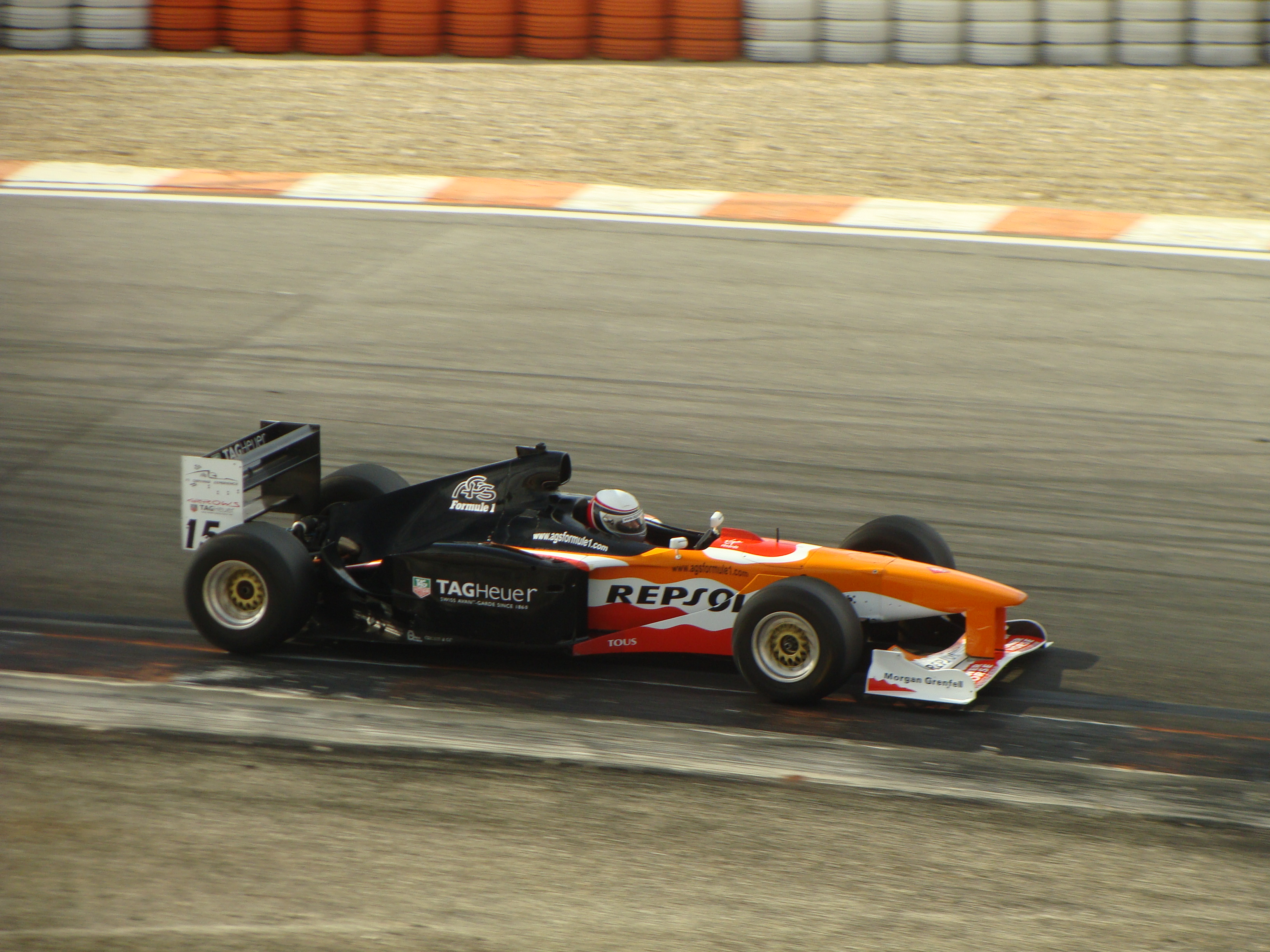
A20

- グラウンド・エフェクト型（1979年 - 1982年）

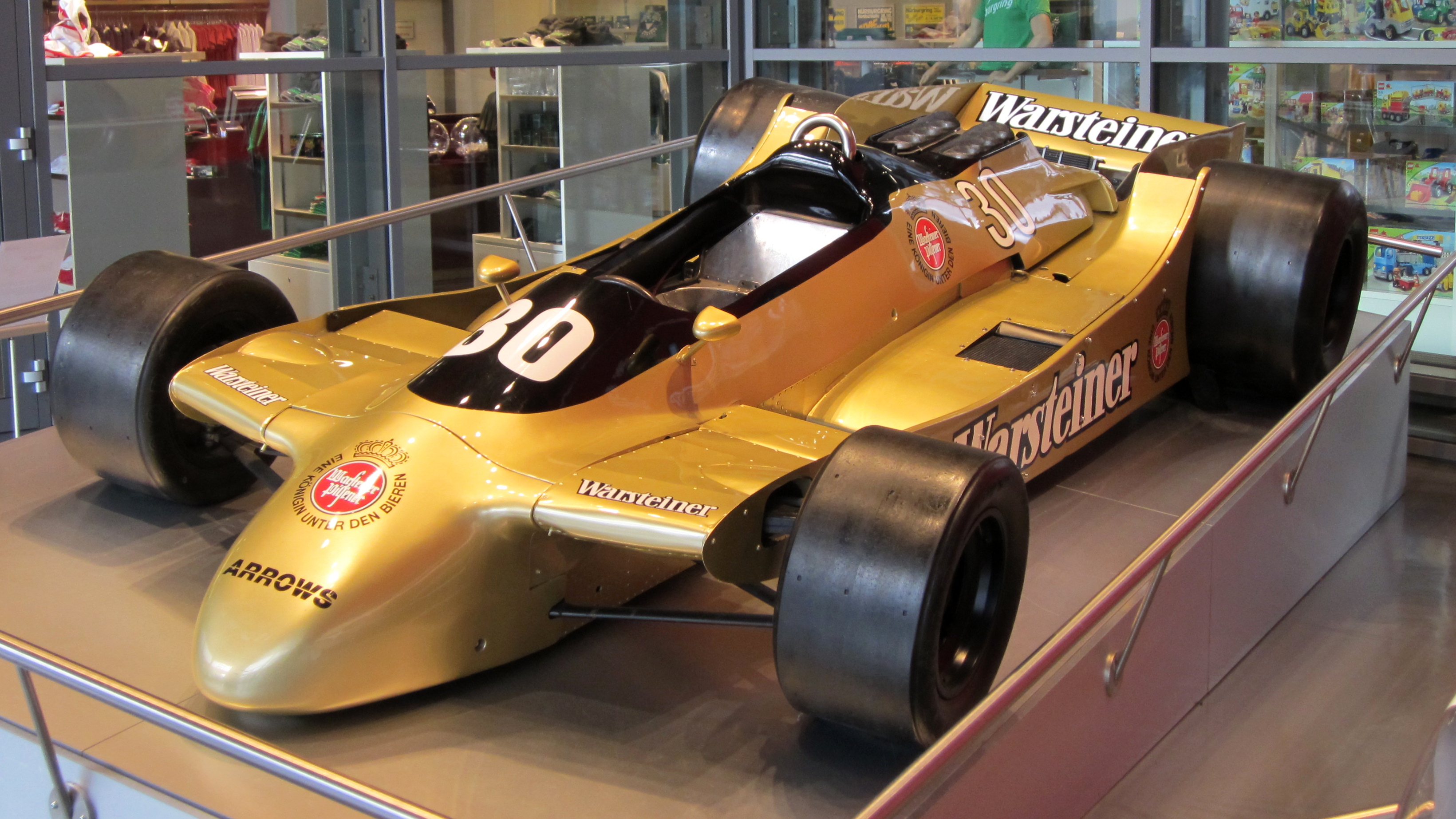
A2 フォード
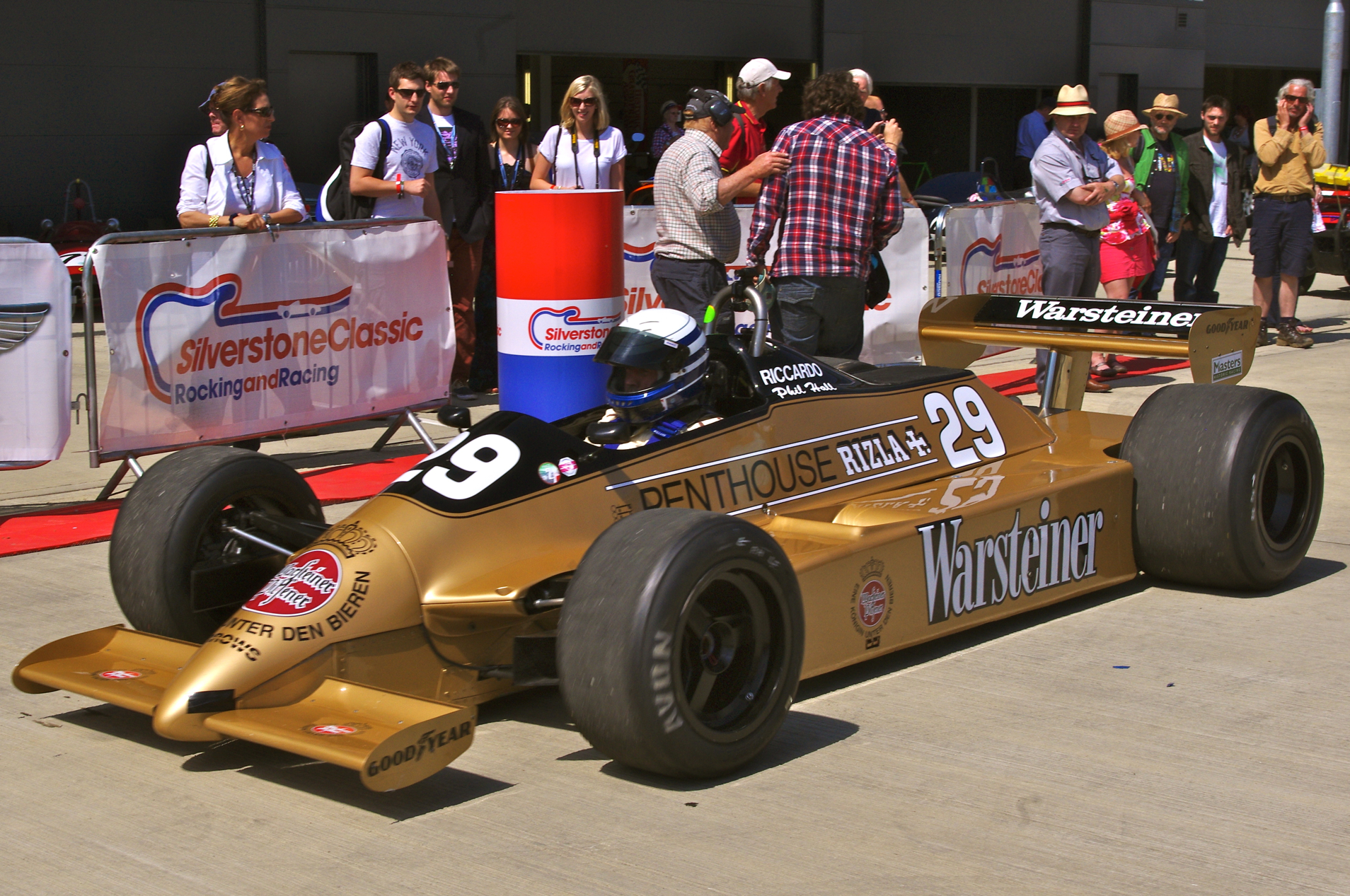
A3前期型 フォード
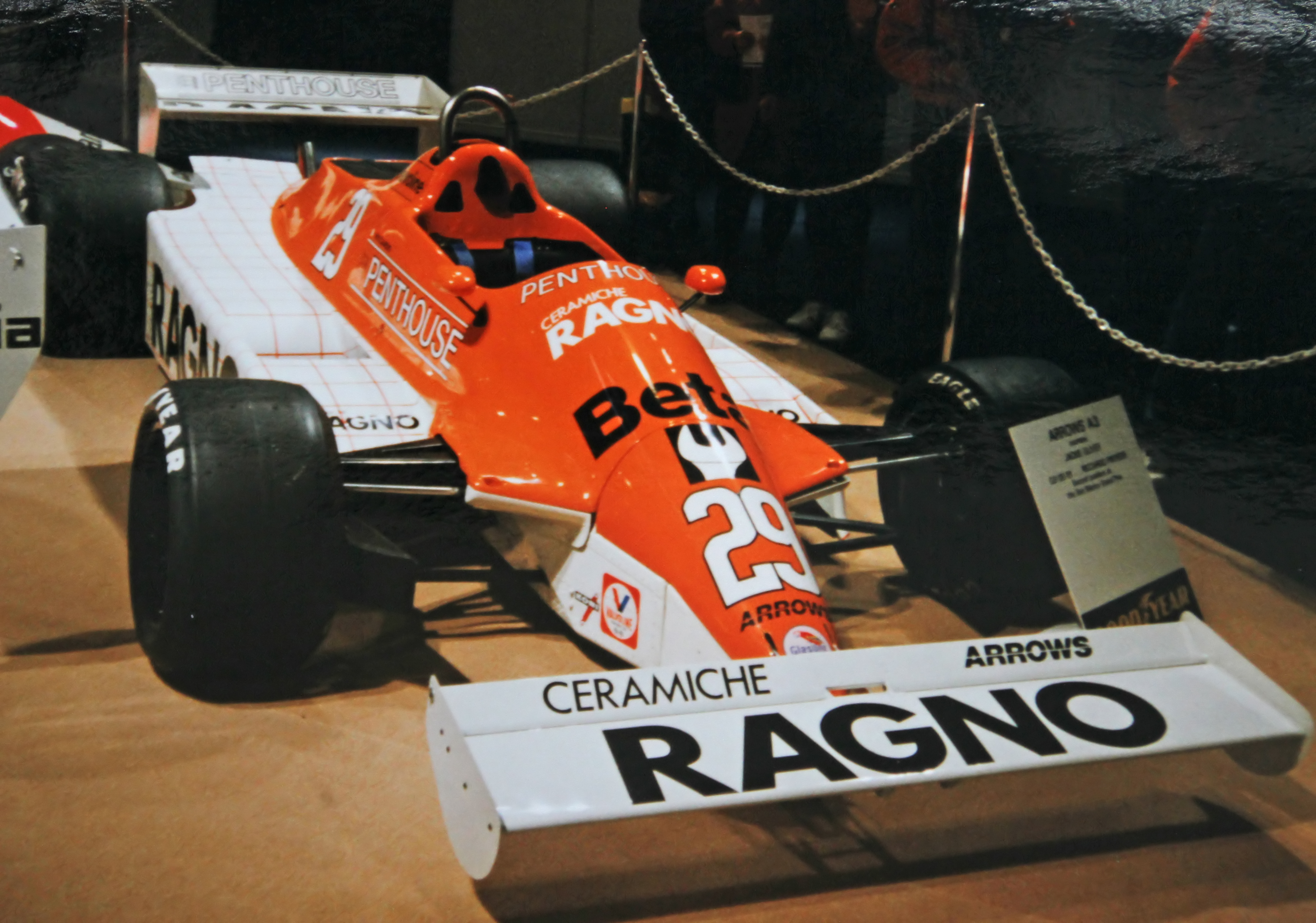
A3後期型 フォード
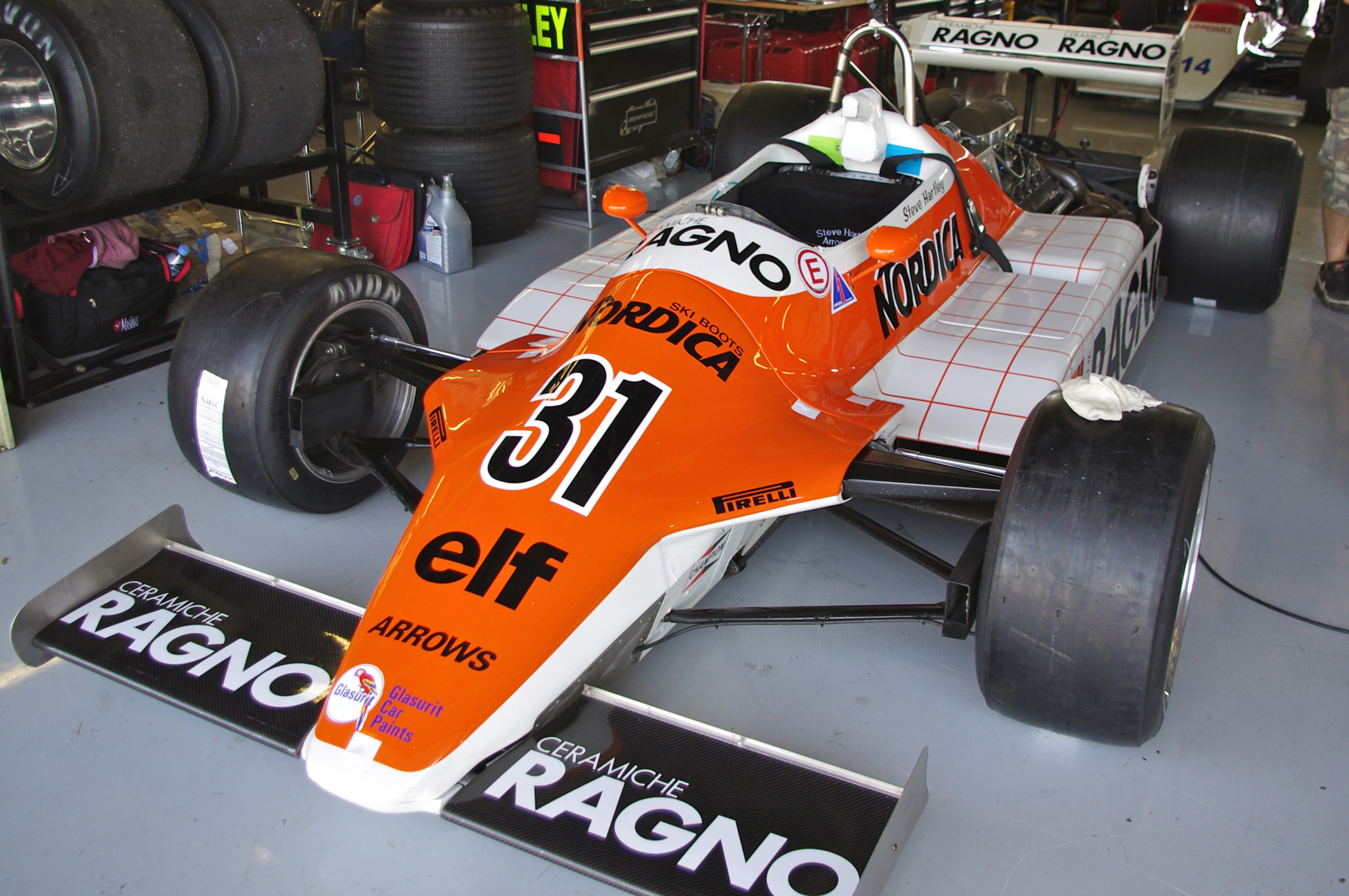
A4 フォード
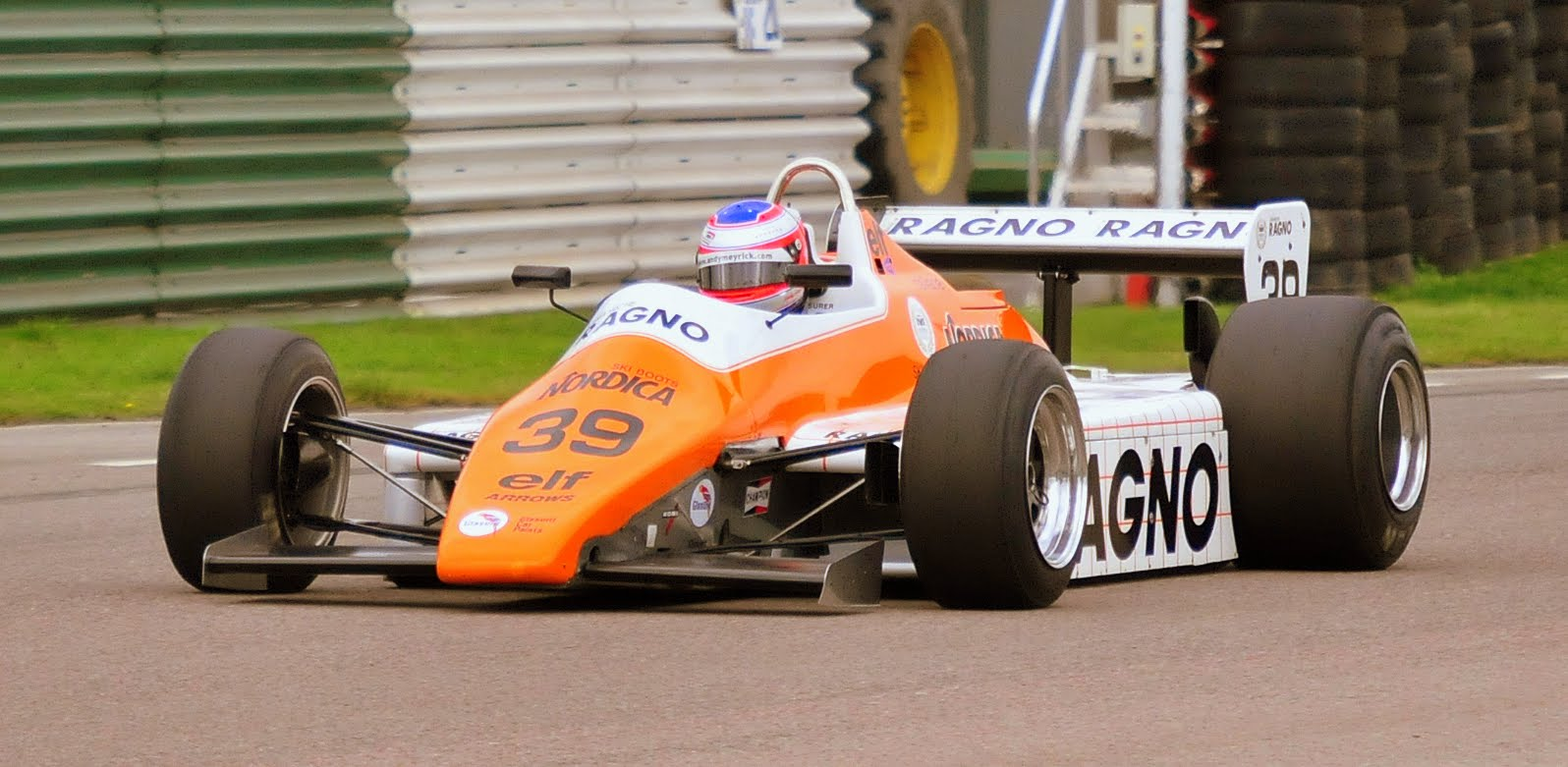
A5 フォード

- フラットノーズ型（1978年、1983年 - 1991年）

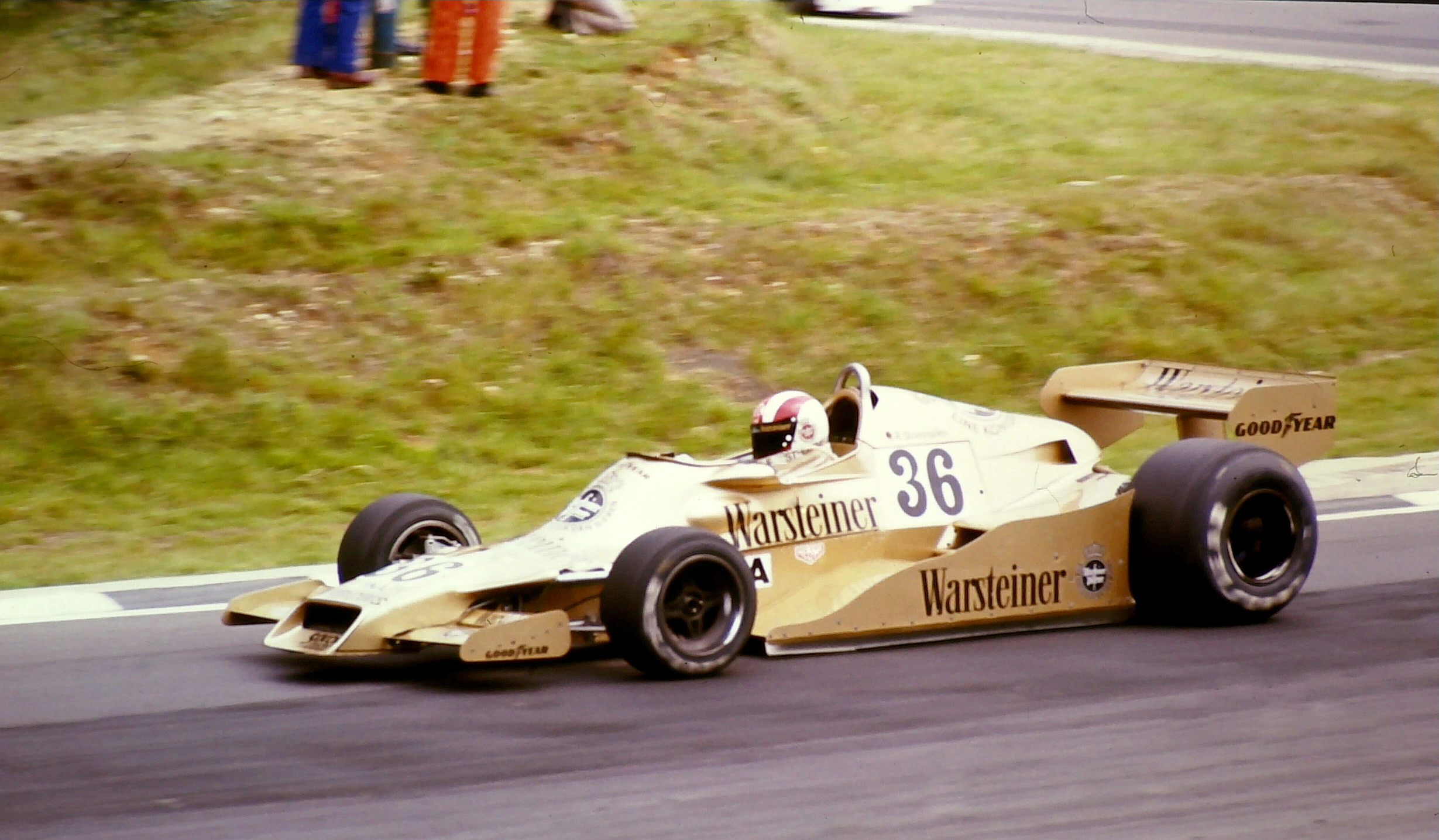
FA1 フォード
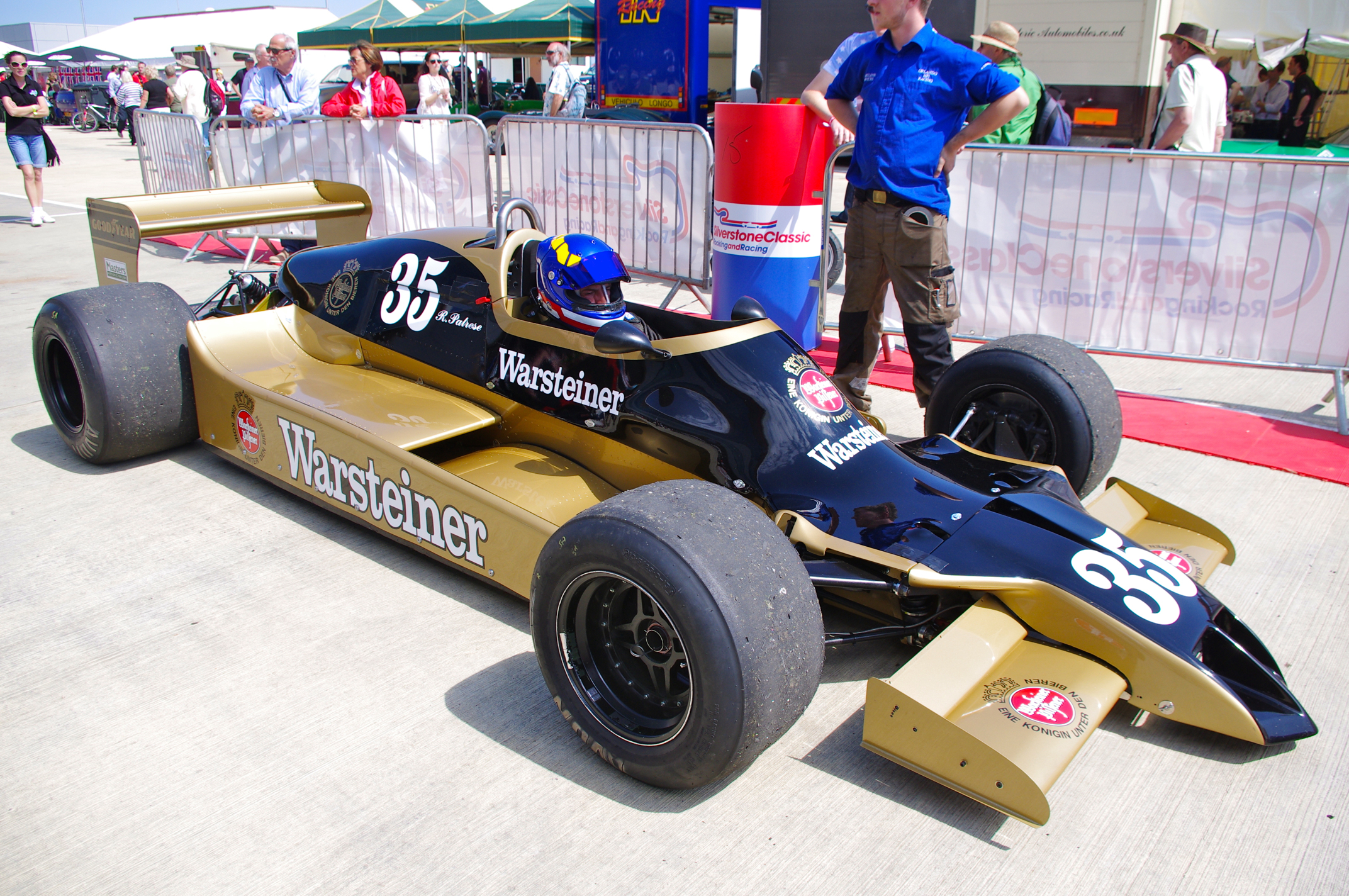
A1 フォード
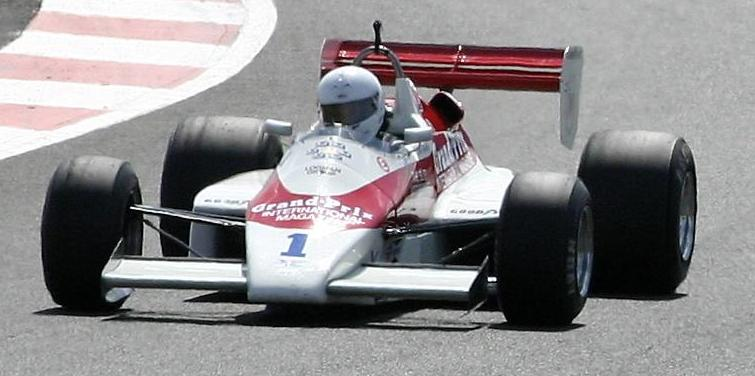
A6 フォード
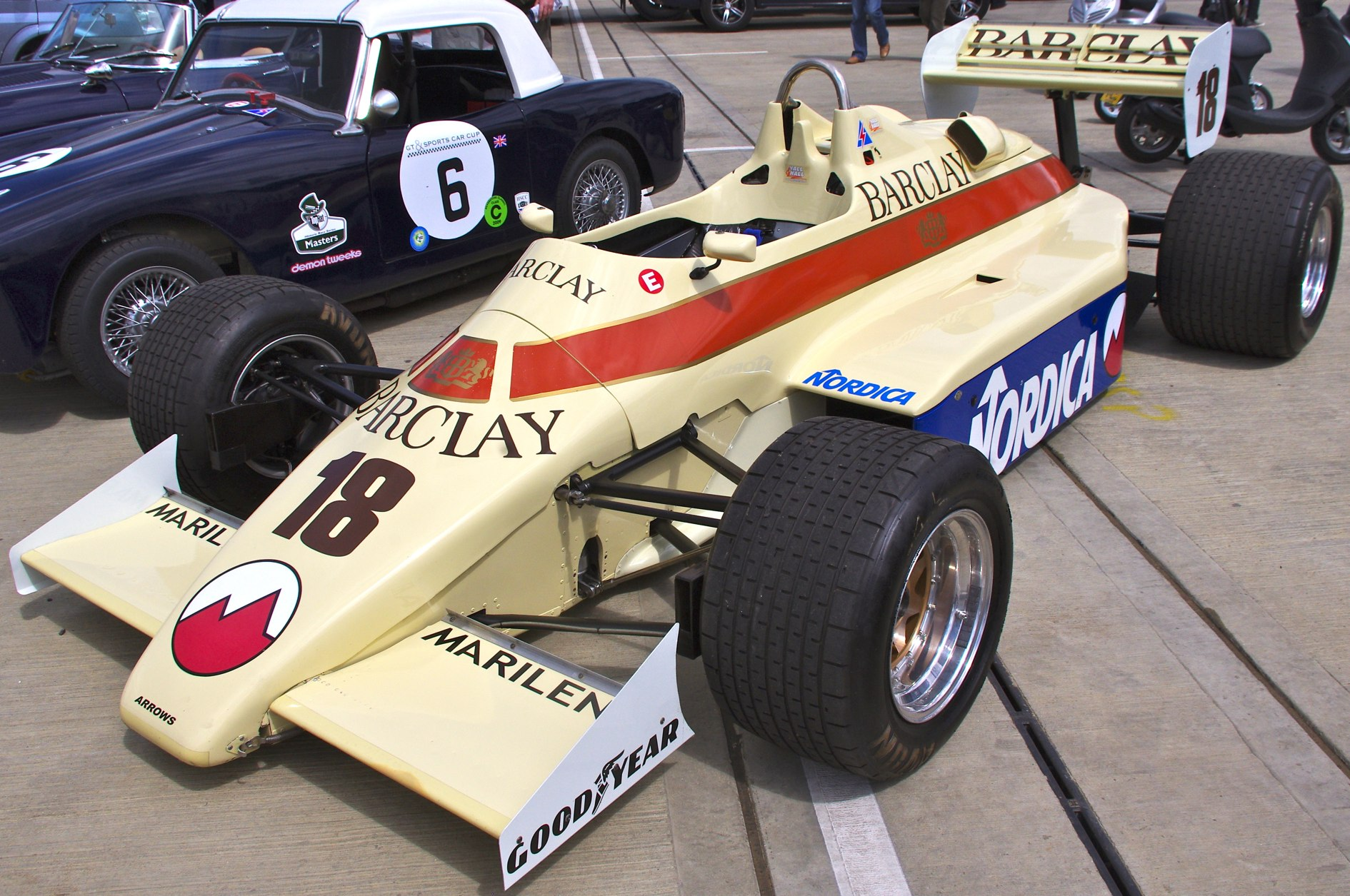
A7 BMW
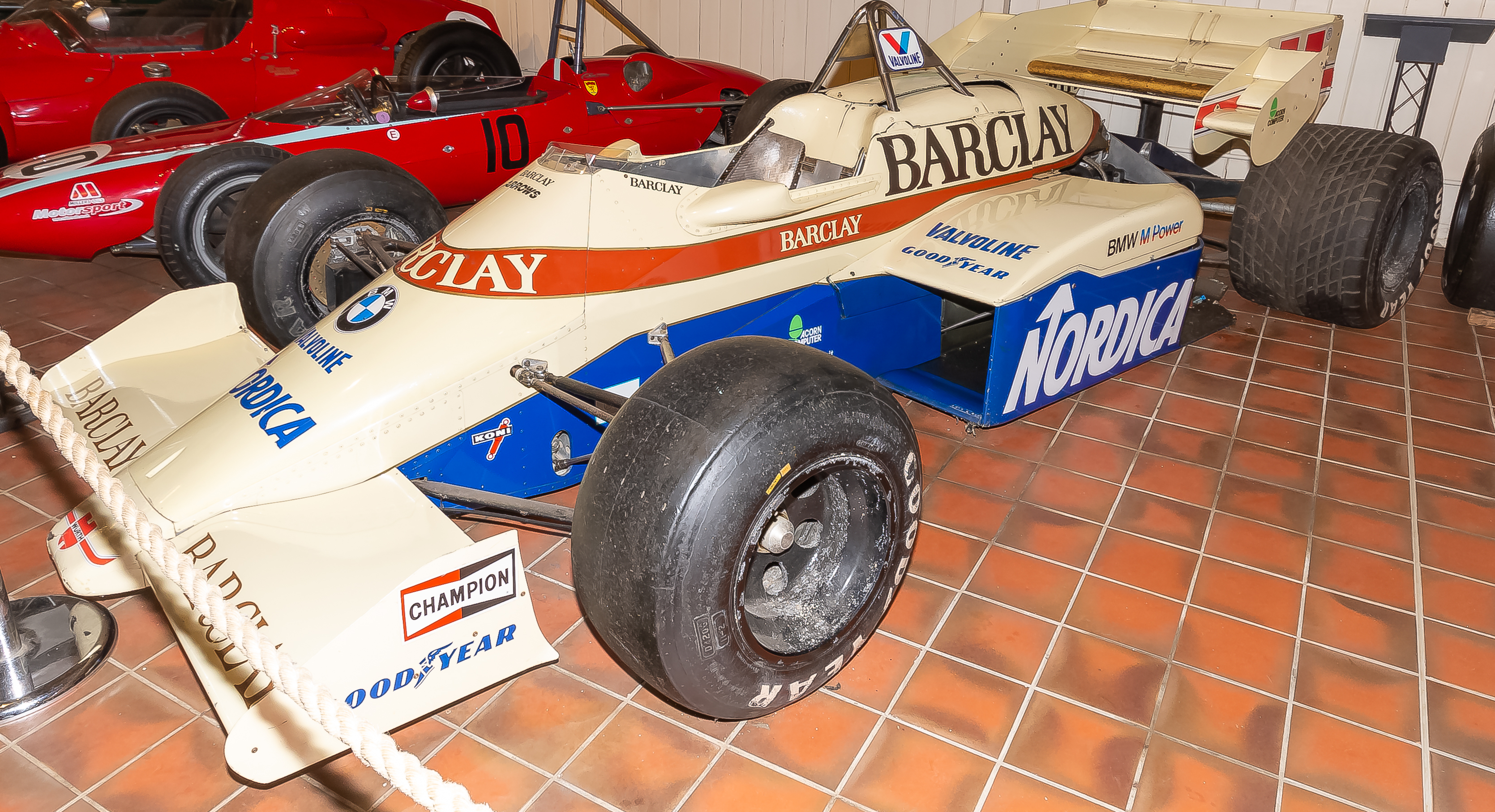
A8 BMW
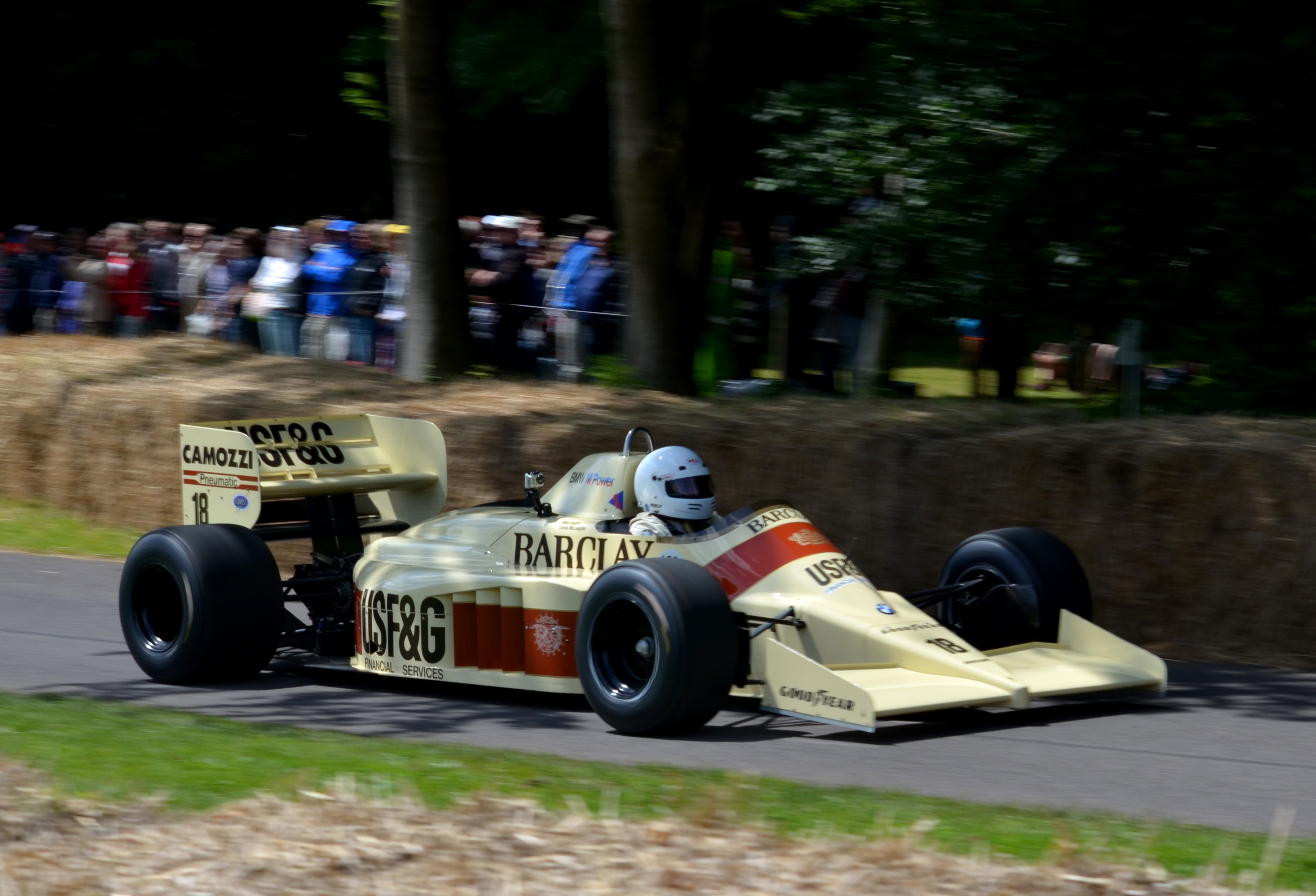
A9 BMW
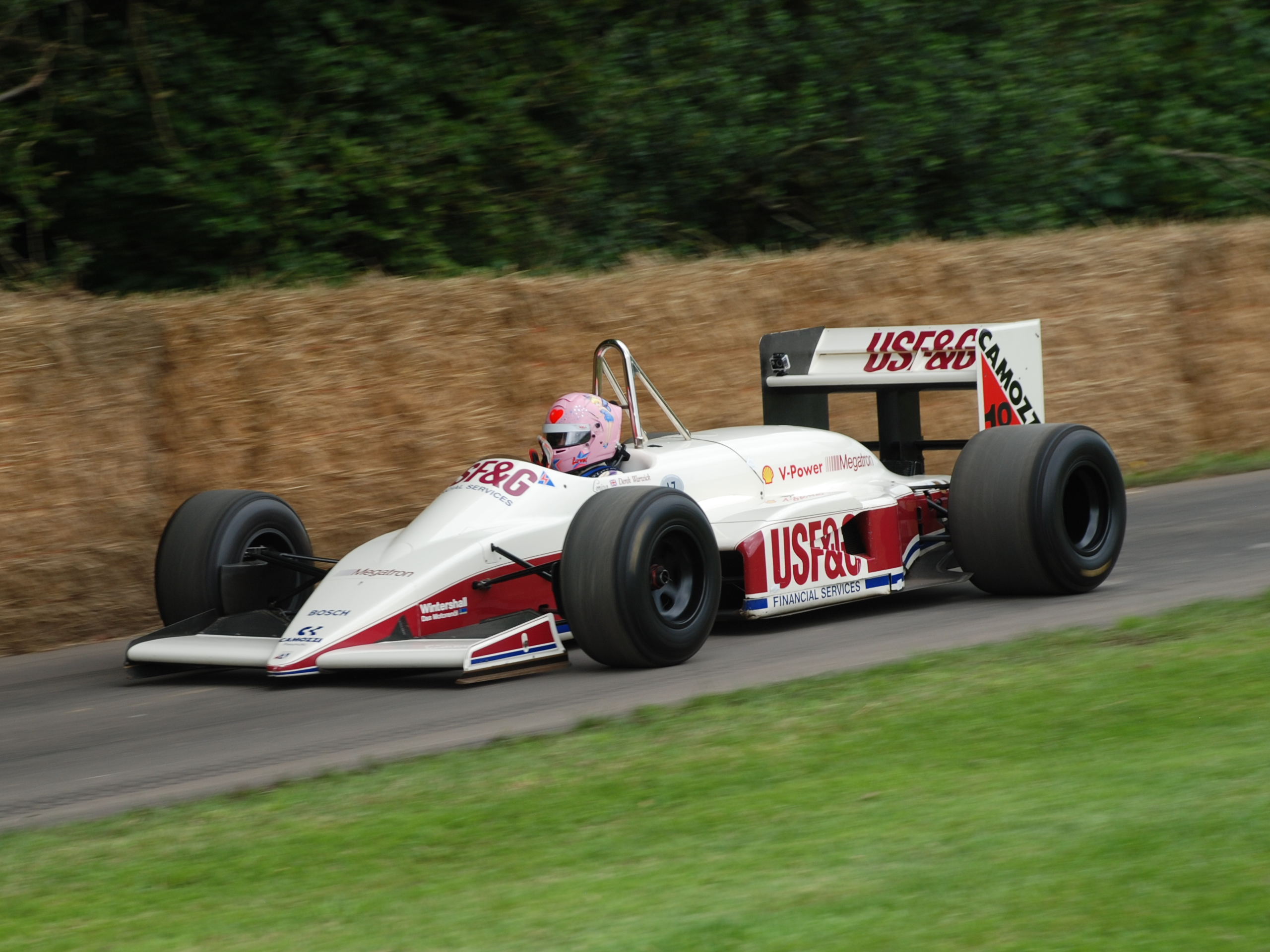
A10 メガトロン
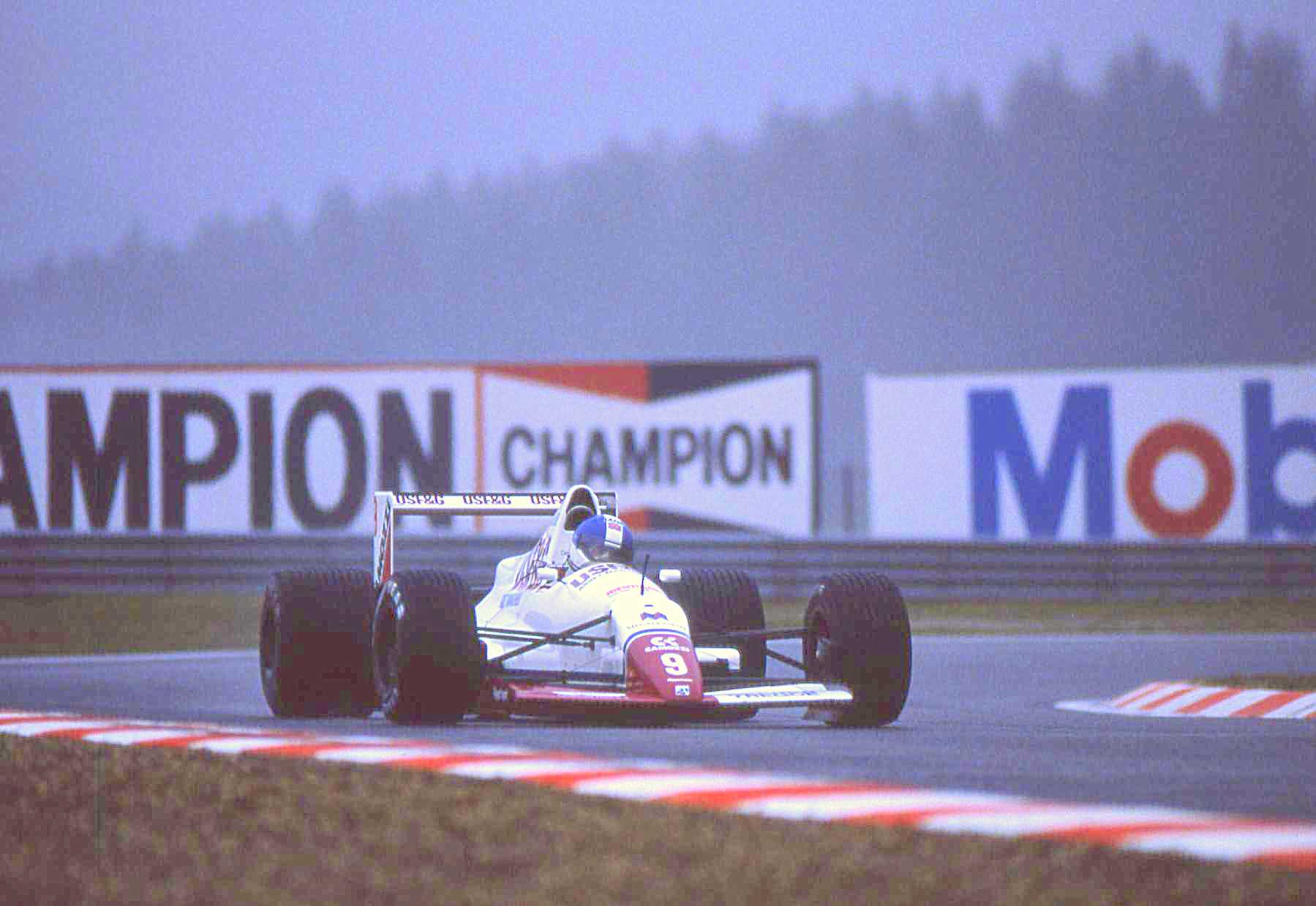
フットワーク・A11 フォード
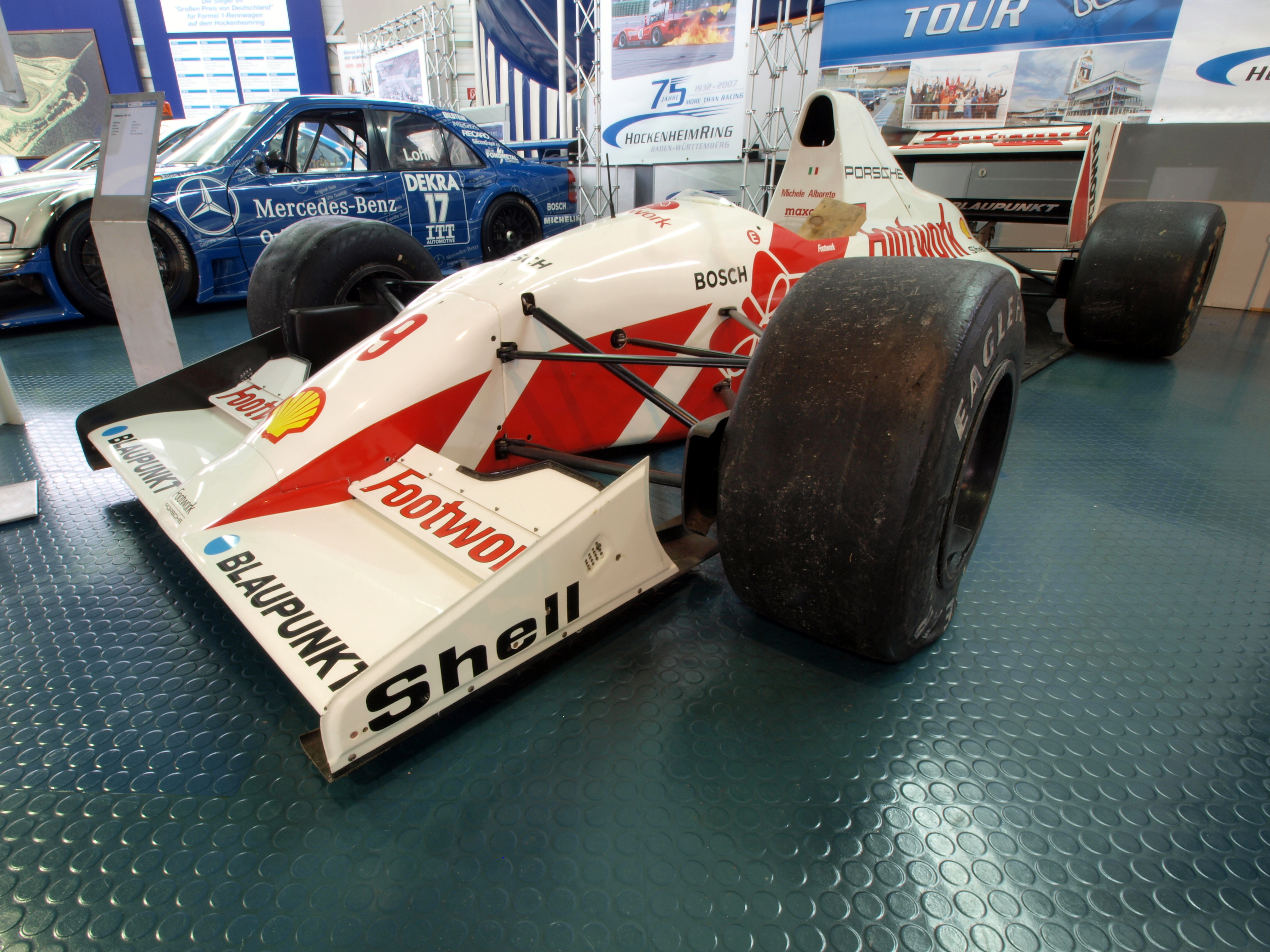
フットワーク・A11C ポルシェ

- ハイノーズ型（1991年 - 2002年）

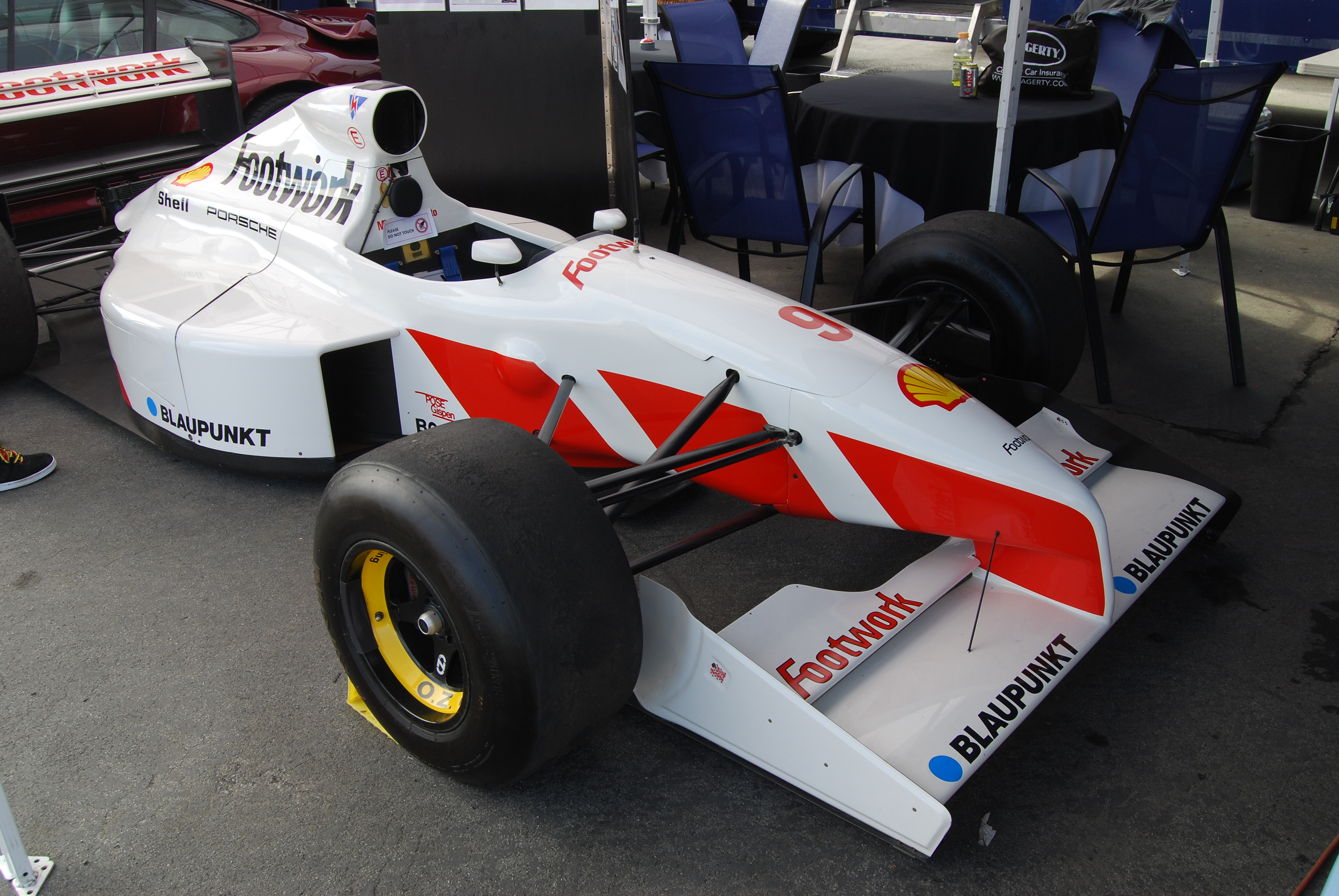
フットワーク・FA12 ポルシェ
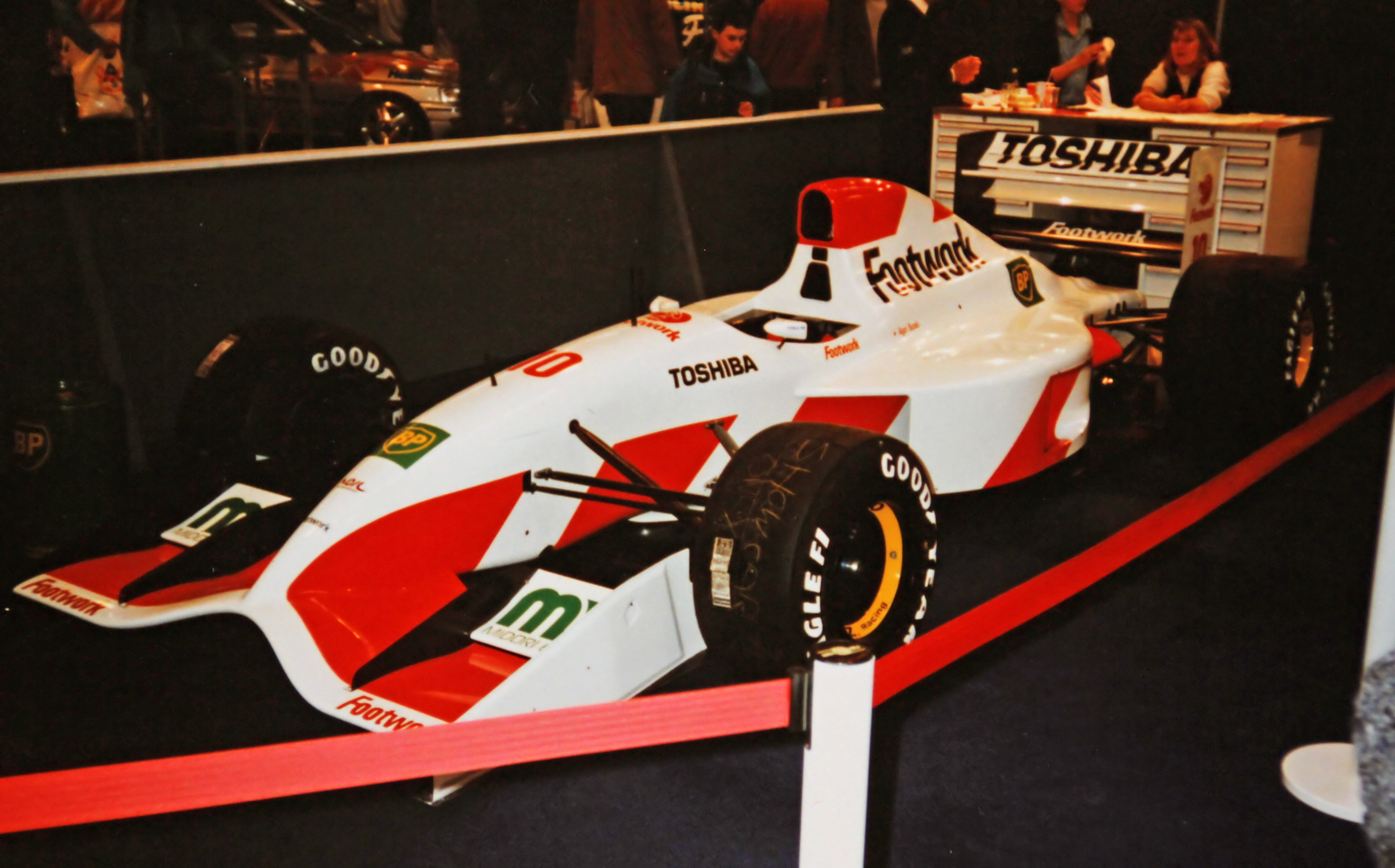
フットワーク・FA13 無限ホンダ
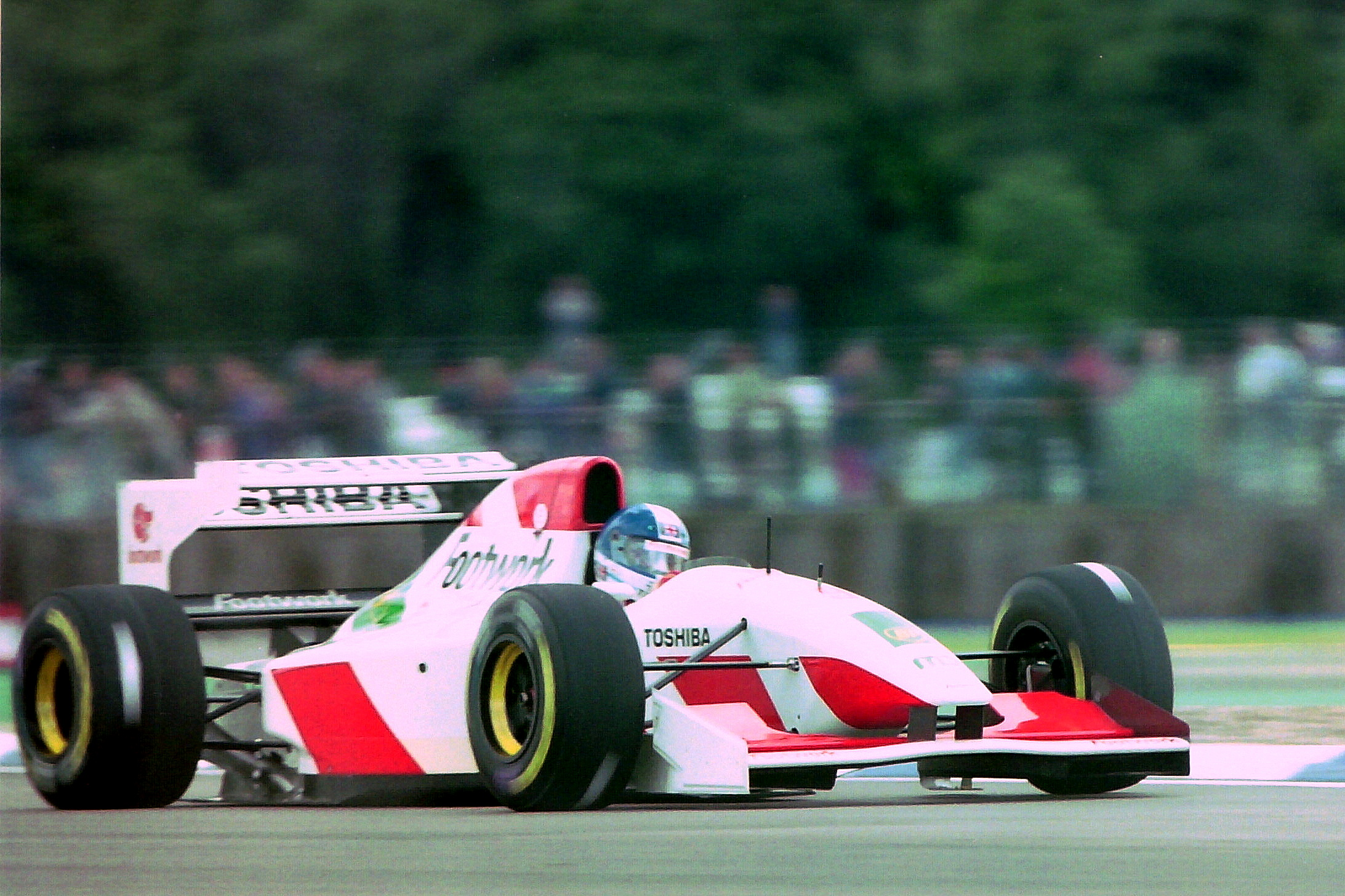
フットワーク・FA14 無限ホンダ
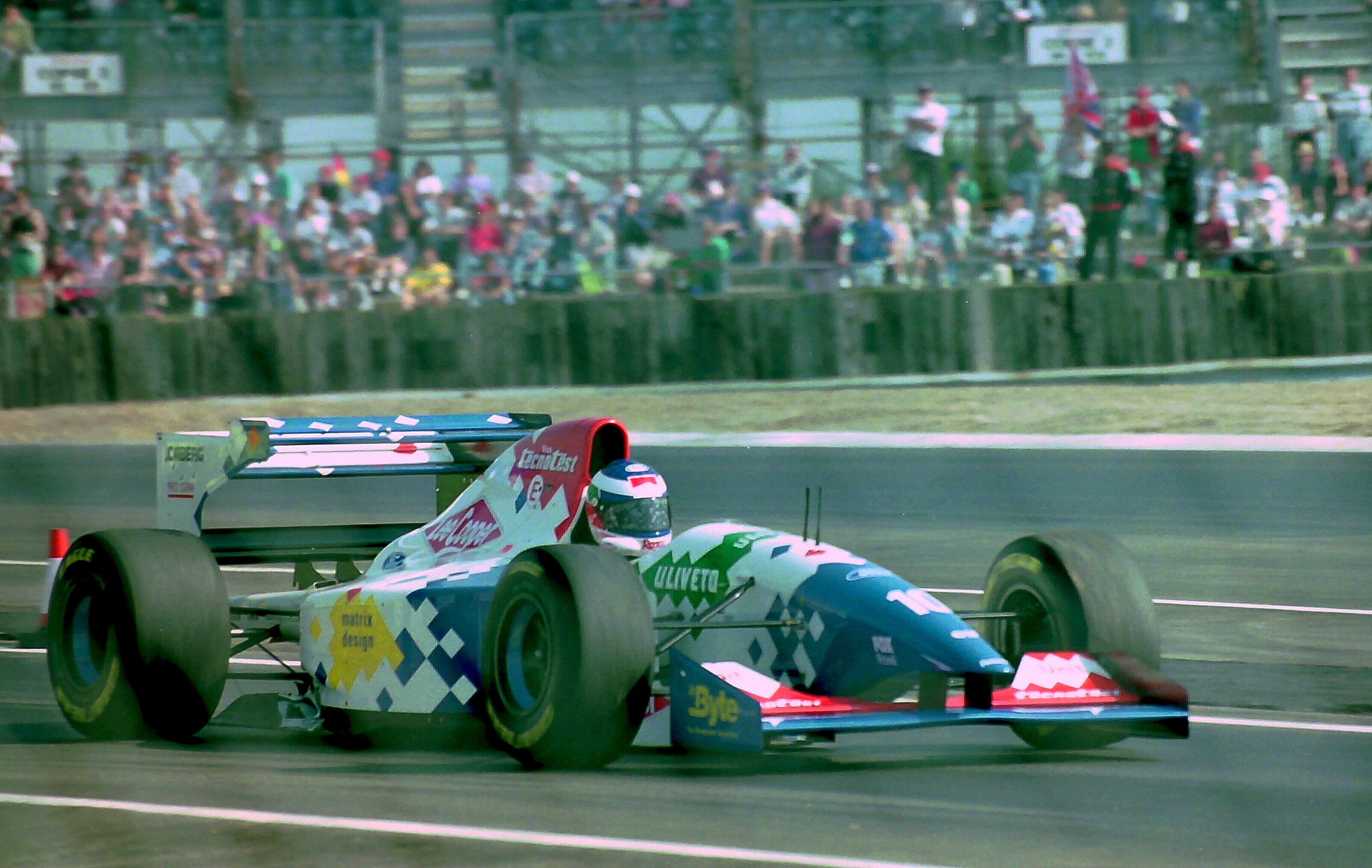
フットワーク・FA15 フォード
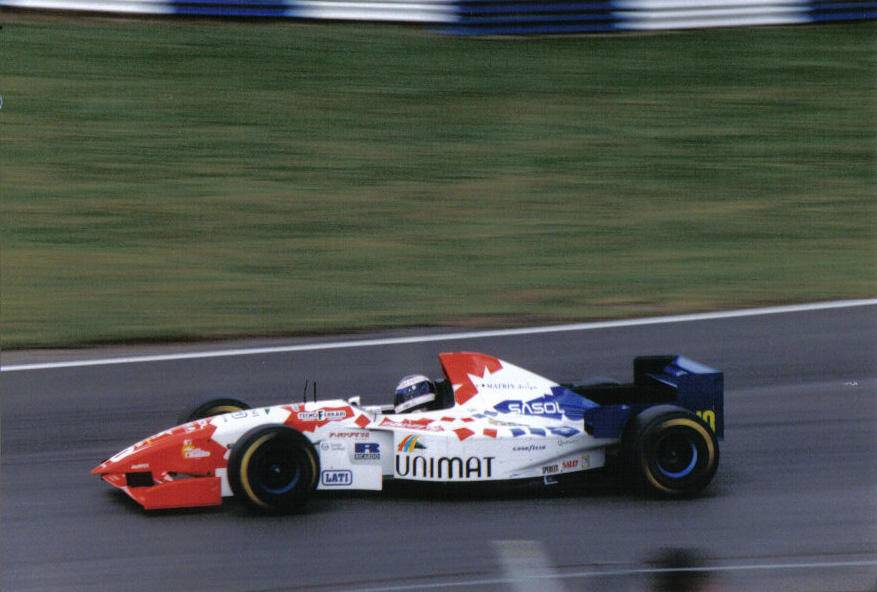
フットワーク・FA16 ハート
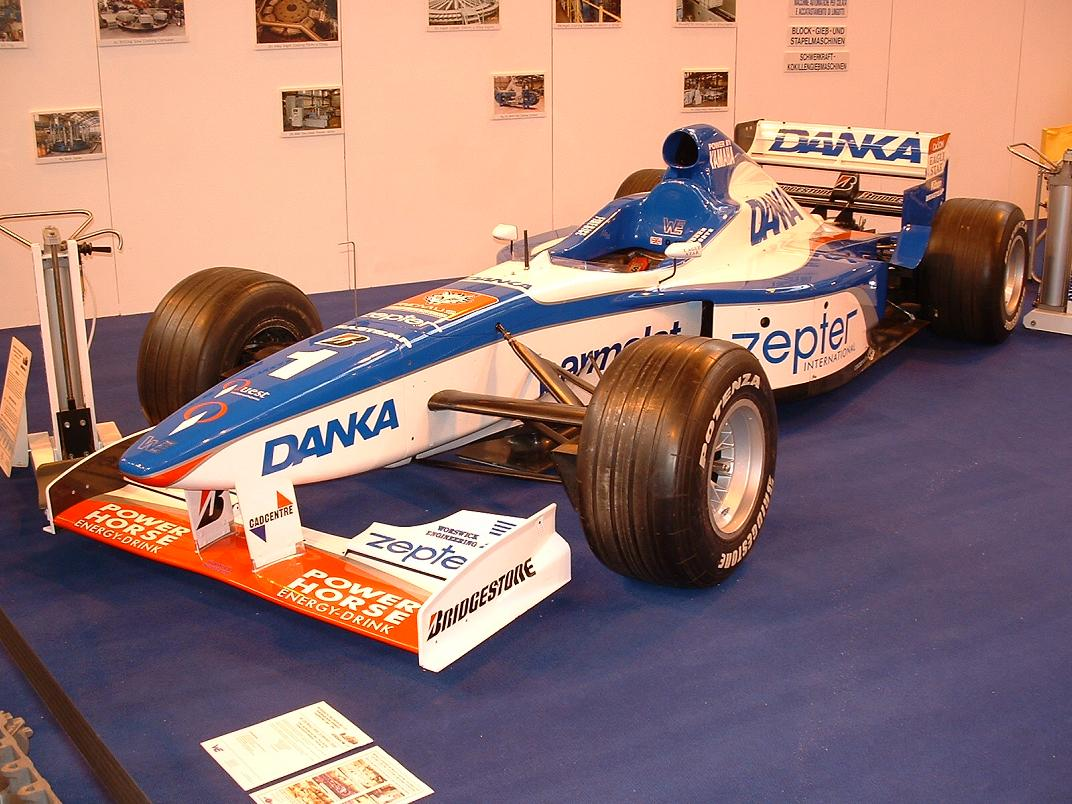
A18 ヤマハ
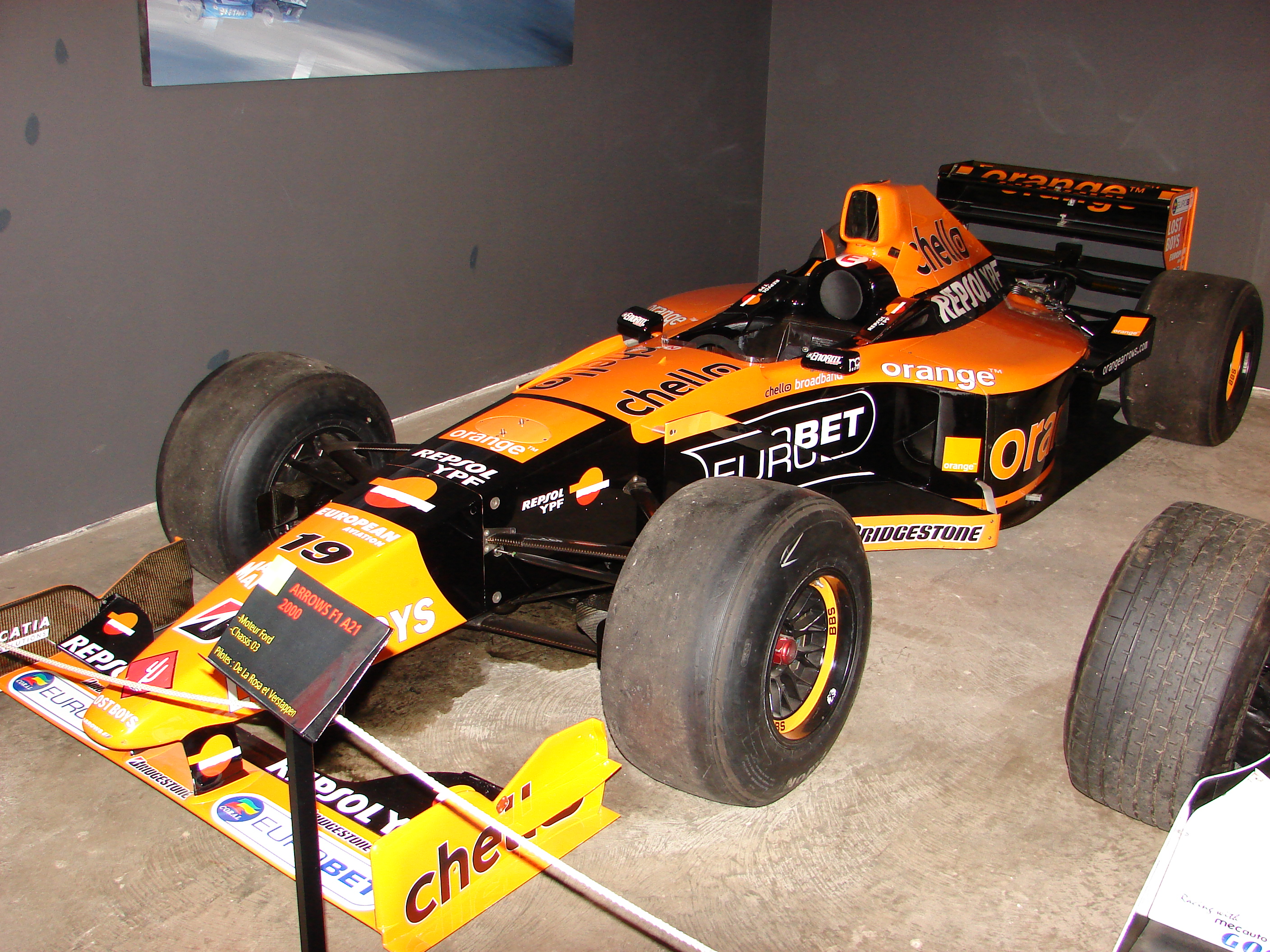
A21 スーパーテック
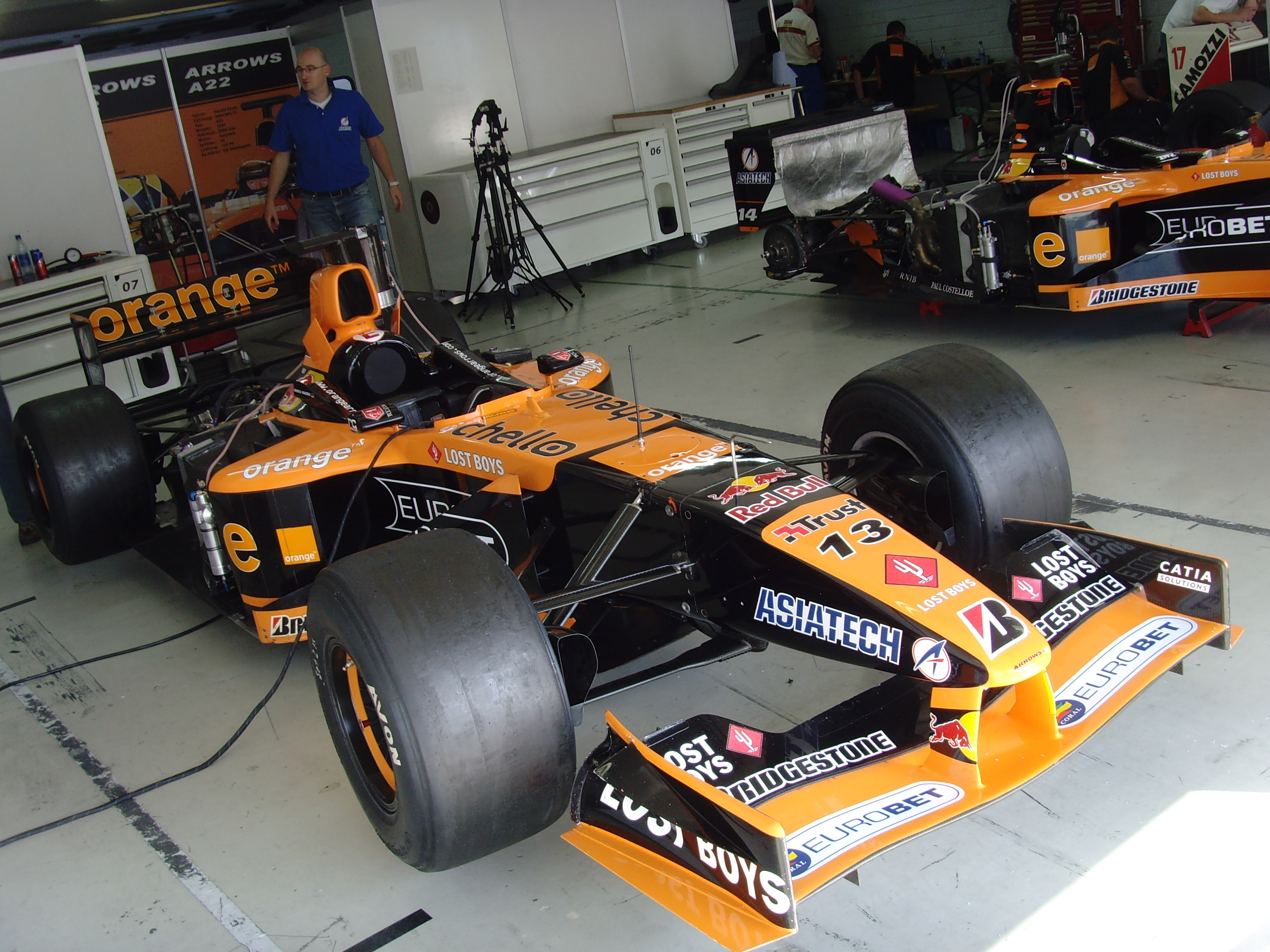
A22 アジアテック
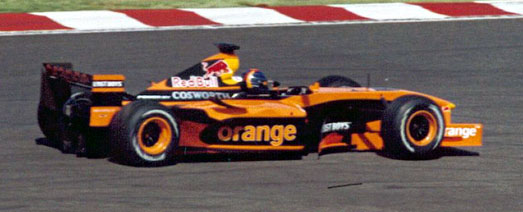
A23 コスワース